# Tim Murck
Tim Murck (Rotterdam, 2 juni 1982) is een Nederlands acteur.

## Loopbaan
Tim Murck is het bekendst van zijn rol als Barry Hartveld in de bekroonde Nederlandse jeugdserie SpangaS, waarvan hij in 208 afleveringen speelde. Ook in de film SpangaS op Survival vertolkte Murck de rol van Barry. Murck is tevens de broer van acteur Benjamin Murck, die als Delano ook in SpangaS speelde (2010).
In 2009 was hij te zien in het toneelstuk Romeo over Julia met onder anderen Johnny de Mol. Ook speelde hij een gastrol in Baantjer. Sinds 2010 speelt Murck een van de hoofdrollen in de serie Feuten van BNN.
Vanaf 6 september 2010 was Murck te zien als muzikant Steef in het vierde seizoen van De co-assistent.

## Privé
Sinds 2005 heeft Murck een relatie met Jette Carolijn van den Berg. Ze trouwden in april 2012 in het diepste geheim. Het paar kreeg in 2012 een zoon, eind oktober 2014 werd hun dochter geboren.

## Theater
- 2004: De Revisor ... ('t Barre land) regie 't Barre land
- 2005: Het zesde bedrijf ... (Poetry International) regie Peter Sonneveld
- 2005:  Freelander ... (Toneelgroep Oostpool) regie Femke Janssen
- 2005: Schildpad met Roos en Mes ... (Het Onafhankelijk Toneel) regie Mirjam Koen
- 2005: Het wordt tijd dat ‘t veranderd ... regie Lucas de Man
- 2005: Sporenonderzoek ... (Festival a/d Werf) regie Dries Verhoeven
- 2006:  Jan Rap en z’n Maat ... (Senf Theaterpartners) regie Peter de Baan
- 2006: Alpha Centauri ... regie Gerardjan Reijnders
- 2007:  Het eigen bloed ... Set (Toneelgroep Oostpool) regie Rob Ligthert
- 2007: Bro’s ... (Het Gasthuis) regie Lucas de Man
- 2007: Naakt ... regie Lucas de Man
- 2008:  Romeo over Julia ... Romeo en Julia (Rick Engelkes Produkties) regie Marcus Azzini
- 2008: Analemna ... (Het Zuidelijk Toneel) regie Matthijs Rümke
- 2008: Spleen ... (Het Zuidelijk Toneel) regie Matthijs Rümke
- 2008:  REPRISE Naakt ... (Het Zuidelijk Toneel) regie Lucas de Man
- 2009: Dat Smoel ... Henry (Nationale Toneel) regie Jaap Spijkers
- 2010: De Club ... Ik (Frascati) regie Lucas de Man
- 2011: REPRISE Dat Smoel ... Henry (Nationale Toneel) regie Jaap Spijkers
- 2013:  De laatste dans ... (TG Ilay) regie Ilay den Boer

## Televisieseries
- 2005: Baantjer ... Ronald van der Ploeg (1 aflevering)
- 2007-2009, 2010: SpangaS ... Barry Hartveld (208 afleveringen)
- 2010: Den Uyl en de affaire Lockheed ... Rogier den Uyl (3 afleveringen)
- 2010: De co-assistent ... Steef Wildevuur (9 afleveringen)
- 2010-2013: Feuten ... Olivier de Ruyter (28 afleveringen)
- 2011: RESTART ...Timo (pilot)
- 2012: Koen Kampioen ... Sebas (6 afleveringen)
- 2013: Bellicher; Cel ... Richard Allaart
- 2013: Het Sinterklaasjournaal ... Olivier de Ruyter (student in Groningen) (1 aflevering) (Tim had een weddenschap op Facebook dat als een status 100 keer gedeeld werd, hij op ging duiken als Olivier in het Sinterklaasjournaal.)
- 2014: Atlas ... Deelnemer
- 2014: Bureau Raampoort ... (miniserie)[3]
- 2015: Danni Lowinski ... Robbert van Andel (seizoen 4)
- 2016: Heer & Meester Stefan Meijer...1 aflevering
- 2017: Meisje van plezier 1 aflevering
- 2017-2018: Het regent gehaktballen ... Stem van Flint Lockwood (52 afleveringen)[4]

## Films
- 2009: Spangas op survival ... Barry Hartveld
- 2012: Bellicher; Cel ... Richard Allaart
- 2013: Feuten: Het Feestje ... Olivier de Ruyter
- 2013: Smoorverliefd ... Minnaar Judith
- 2013: Het regent gehaktballen 2 ... Stem van Flint Lockwood
- 2019: Baantjer het Begin ... Kraker